# Mary Cassatt
Mary Stevenson Cassatt, dite Mary Cassatt (en anglais [kəˈsæt]), née le 22 mai 1844, à Pittsburgh en Pennsylvanie et morte le 14 juin 1926 au Mesnil-Théribus en France, où elle est enterrée, est une artiste peintre et graveuse américaine.

## Biographie

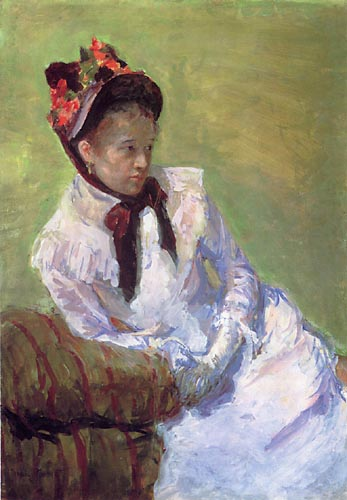
Autoportrait (vers 1878)
Metropolitan Museum of Art, New York.

### Enfance
Mary Cassatt naît le 22 mai 1844 à Allegheny, Pennsylvania (en), qui fait actuellement partie de Pittsburgh en Pennsylvanie. C'est la quatrième enfant de Robert Simpson Cassat (puis Cassatt) et de Katherine Kelso Johnston. La famille Cassatt est une vieille famille américaine issue d'émigrés français arrivés aux États-Unis en 1662 : les Cossart. Tout en revendiquant cette filiation et reconnaissant que sa mère Katherine a reçu une éducation française, langue qu'elle parlait couramment, Mary Cassatt se sent profondément américaine.
Elle est âgée de sept ans environ lorsqu'elle quitte les États-Unis pour l'Europe avec ses parents. Il s'agit de consulter des médecins au sujet de la maladie de son frère Robbie qui mourra d'un cancer des os en 1855. La famille s'installe à Paris. Mary apprend le français et l'allemand, visite les musées et les galeries d'art. En 1855, la famille retourne en Pennsylvanie où Mary prend des cours de dessin.

### Formation
En 1860, elle entre à la Pennsylvania Academy of the Fine Arts où elle perfectionne son art. Mary est déçue de la formation qu'elle y reçoit. Elle quitte donc l'Académie au bout de deux ans. Elle retourne en 1865 à Paris avec sa mère et une compagne d'étude, Eliza Haldeman. Les deux jeunes femmes restent à Paris tandis que Katherine rentre aux États-Unis. Elles étudient la peinture avec le peintre Paul-Constant Soyer, puis s'inscrivent dans la classe de Charles Chaplin où elles apprennent l'art du portrait et obtiennent leurs cartes de copistes du Louvre. Mary est élève du peintre Jean-Léon Gérôme. Elles visitent Barbizon. En 1868, sa Joueuse de mandoline, qu'elle présente sous le nom de sa grand-mère, Stevenson, est acceptée au Salon de Paris. Elle découvre les œuvres de Manet et Courbet.
En 1870, la guerre éclate en France. Mary Cassatt rentre en Pennsylvanie. En 1871, elle retourne en Europe, visitant Londres, Paris, Turin, puis s'installe à Parme où elle étudie Le Corrège et développe son art de la couleur. C'est également là, auprès de Carlo Raimondi, qu'elle s'initie à l'art de la gravure. Elle part ensuite pour l'Espagne, découvre les Rubens du musée du Prado qui la poussent à visiter Anvers. C'est de cette étude de Rubens qu'elle acquiert le sens de la lumière et le goût des couleurs claires.

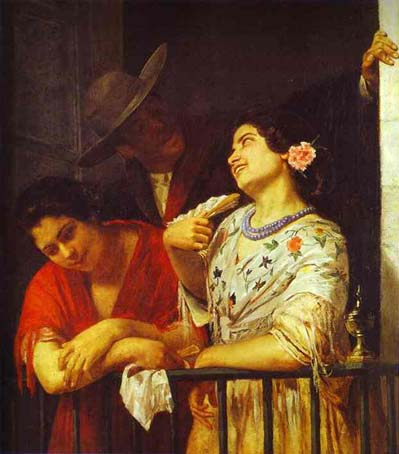
Sur le balcon, Philadelphia Museum of Art, 1872.

Le Salon de Paris accepte ses peintures : Sur le balcon durant le carnaval (1872), Le Torero et la jeune fille (1873) et Ida (1874). C'est cette dernière peinture qui attire pour la première fois l'attention de Degas pour cette artiste. Mary s'installe à Paris. Elle continue ses études auprès de Couture. En 1875, son Portrait de Lydia est d'abord refusé par le Salon de Paris puis est accepté après qu'elle en eut assombri le fond. Cette année-là, elle fait la connaissance de Degas. Celui-ci lui conseille de se joindre aux impressionnistes, ce qu'elle refuse ; le peintre devient son maître, il révèle sa personnalité d'artiste.

### Avec les impressionnistes

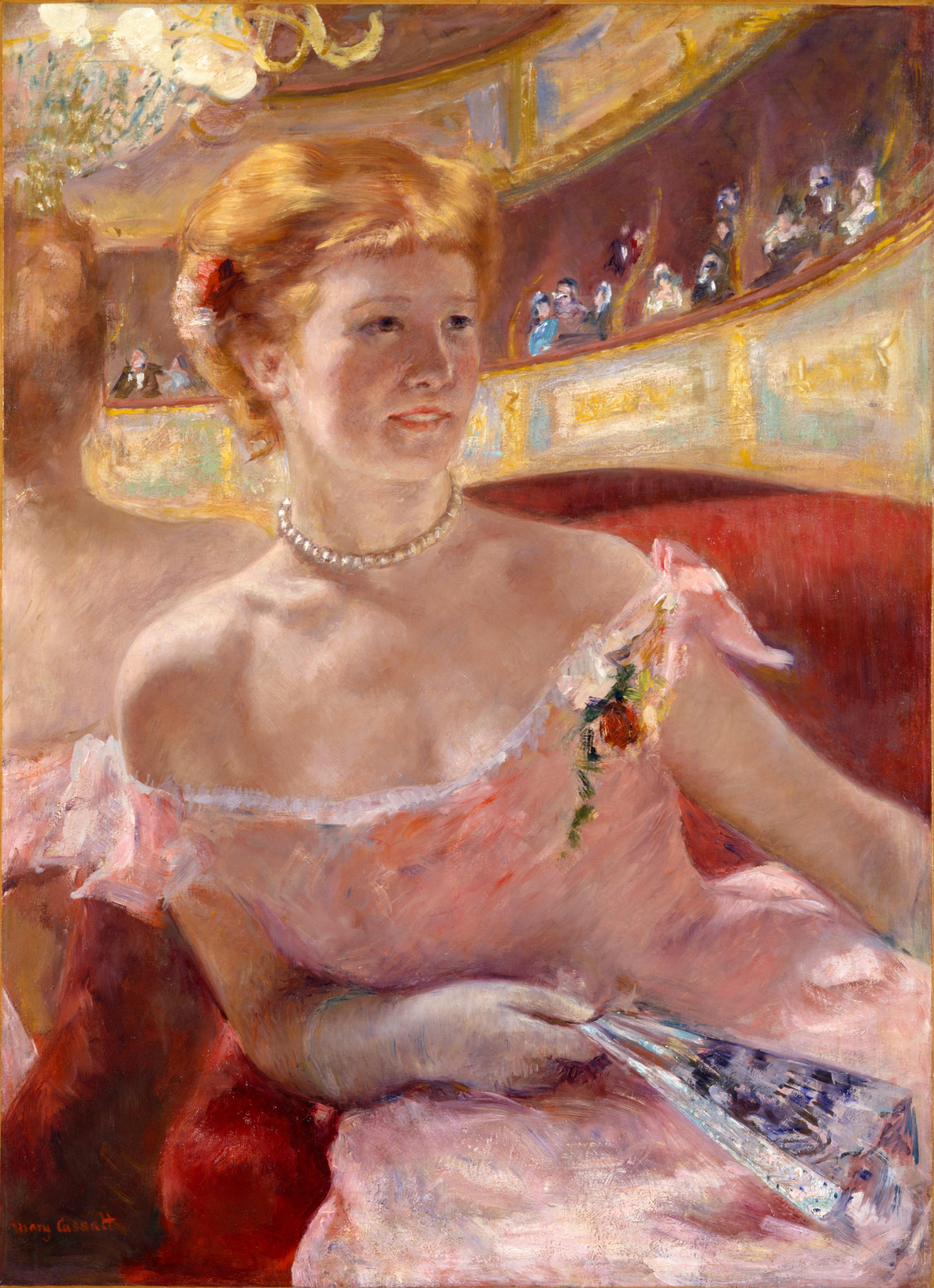
Lydia dans une loge, portant un collier de perles, Philadelphia Museum of Art, 1879.

Lorsqu'en 1877, son dernier tableau est refusé par le Salon, Degas l'encourage à exposer à la quatrième exposition des peintres impressionnistes en 1879. Elle accepte et y expose son tableau Petite Fille dans un fauteuil bleu, Lydia dans une loge portant un collier de perles et La tasse de thé. Elle y envoie onze peintures. Mary Cassatt se sent à l'aise dans le groupe impressionniste, bien qu'elle y soit une figure un peu atypique ; portraitiste plus que paysagiste, elle les rejoint cependant dans son goût pour le travail à l'extérieur, son sens des couleurs et sa recherche du réalisme qui n'est pas incompatible avec une forme de lyrisme et de sentimentalisme qui lui est propre. Sans être à proprement parler disciple de l'un d'entre eux, elle s'entretient fréquemment avec Degas, et admire Pissarro aux côtés duquel le hasard la fait travailler. Elle se lie d'amitié avec Berthe Morisot.

Petite Fille dans un fauteuil bleu, Washington, National Gallery of Art, 1878.

Très proche d'Edgar Degas, ils vont régulièrement travailler ensemble, notamment pour la publication d'un recueil d'eaux-fortes avec Camille Pissarro. Ce recueil, qui aurait été intitulé Le Jour et La Nuit, ne verra jamais le jour. Malgré cet échec Edgar Degas et Mary Cassatt ont continué de se soutenir. Elle va plusieurs fois poser pour lui, par exemple pour les tableaux Mary Cassatt et Mary Cassatt au Louvre : la Peinture.
Cette période est aussi celle de l'installation à Paris de ses parents et de sa sœur Lydia, qui est gravement malade du foie, ce qui est l'occasion de nombreux portraits intimistes (1880). Après la mort de sa sœur en 1882, Mary se lance dans une série de portraits de jeunes enfants, souvent avec leur mère, ce qui devient son sujet d'étude privilégié. Ce thème est d’autant plus marquant que Mary Cassatt est restée toute sa vie célibataire et sans enfant.
Mary Casatt participe ensuite à la cinquième exposition des peintres impressionnistes de 1880 et à la sixième en 1881, mais elle suit Degas qui a refusé de participer à la septième exposition de 1882. Degas est en conflit avec Renoir, Monet, Cézanne et Sisley qui ne veulent pas accepter de nouveaux peintres dans le groupe des impressionnistes. Elle participe de nouveau à la huitième exposition des impressionnistes en 1886.
Elle exerce également l'activité d'agent et de conseillère de grands amateurs de peinture, notamment auprès du couple Louisine et Henry Osborne Havemeyer (étudiante à Paris, elle avait été la condisciple de Louisine) et collabore avec Paul Durand-Ruel lorsqu'en 1886 celui-ci et son fils Charles partent pour les États-Unis avec quelque 300 tableaux de l'école impressionniste.
Lorsqu'en 1891, la Société anonyme des artistes peintres, sculpteurs et graveurs français exclut de l'exposition chez Durand-Ruel tous les artistes nés à l'étranger, Mary Cassatt indignée loue chez lui deux salles proches pour y exposer ses tableaux et ceux de Pissarro. Félix Fénéon leur consacre une chronique élogieuse dans le journal Le Chat noir.

### Maturité
En 1890, la visite d'une exposition sur la gravure japonaise est l'occasion pour elle d'un infléchissement dans son art. Mary tombe en admiration devant les œuvres d'Utamaro et de Toyokuni. Si l'esthétique de l'estampe japonaise l'influence fortement, elle n'adopte pas la technique de la xylographie, caractéristique de ces productions extrême-orientales. Elle leur préfère les techniques de taille-douce et pratique la pointe sèche, l'eau-forte et l'aquatinte. Son talent pour cette dernière technique, extrêmement difficile, lui vaut une grande admiration de ses confrères. Lors de sa première exposition particulière chez Durand-Ruel en 1891, elle expose dix de ses eaux-fortes. Cette exposition sera suivie de quatre autres chez Durand-Ruel, et chez Ambroise Vollard. Ses œuvres s'exposent aussi à New York (1895-1903) et au Royaume-Uni, à Manchester (1907). Elle donne deux pointes sèches originales à L'Estampe moderne (1897 et 1904).
Elle continue sa série de portraits de femmes et d'enfants. Selon Achille Segard, c'est durant la période de 1890-1910 qu'elle atteint le sommet de son art, synthèse heureuse entre l'ascétisme de la gravure japonaise et l'abondance de coloris de sa période impressionniste, évoluant au gré de son humeur entre ces différentes tendances.

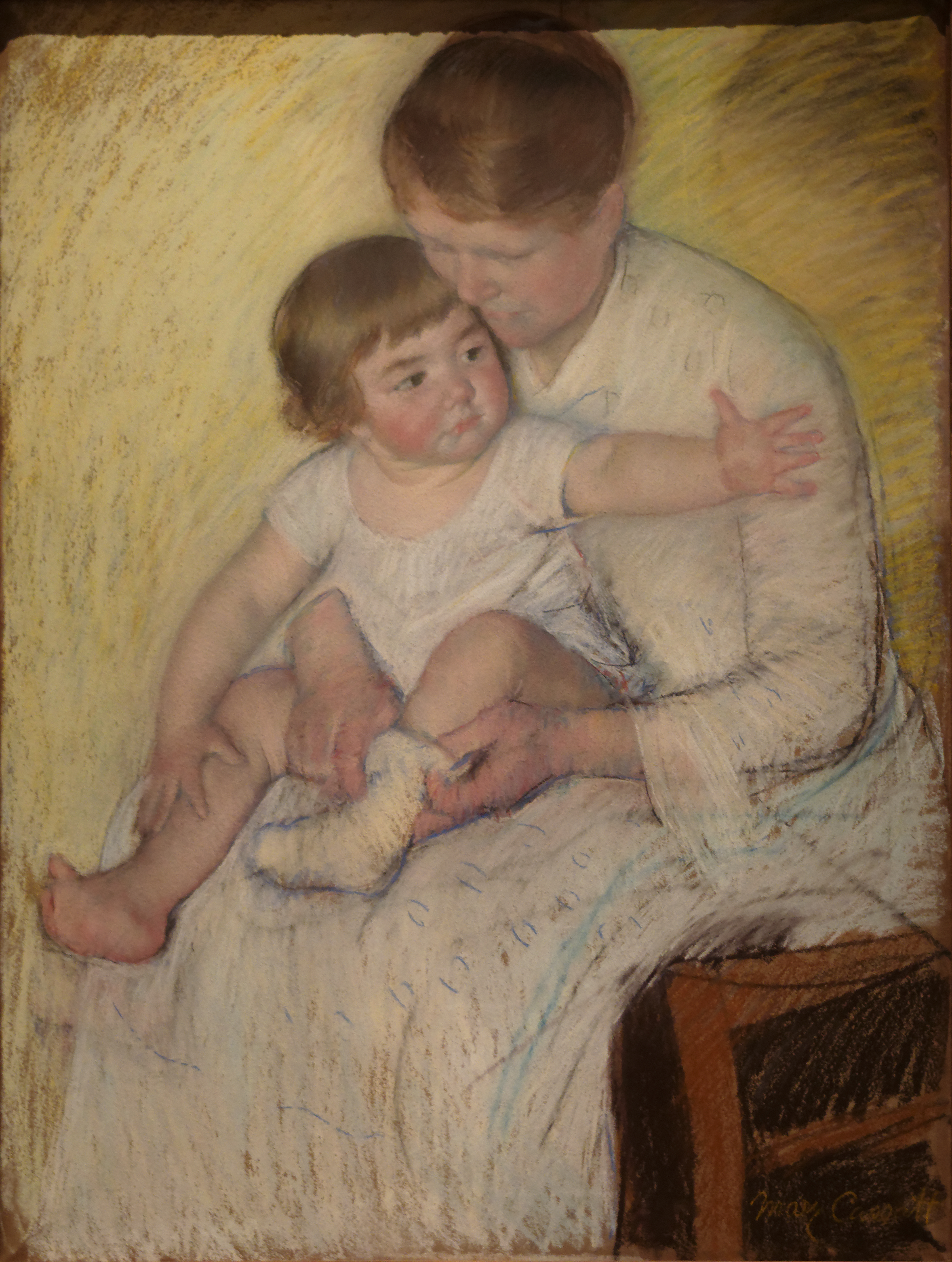
Le Bas, Lisbonne, Musée Calouste Gulbenkian, 1891
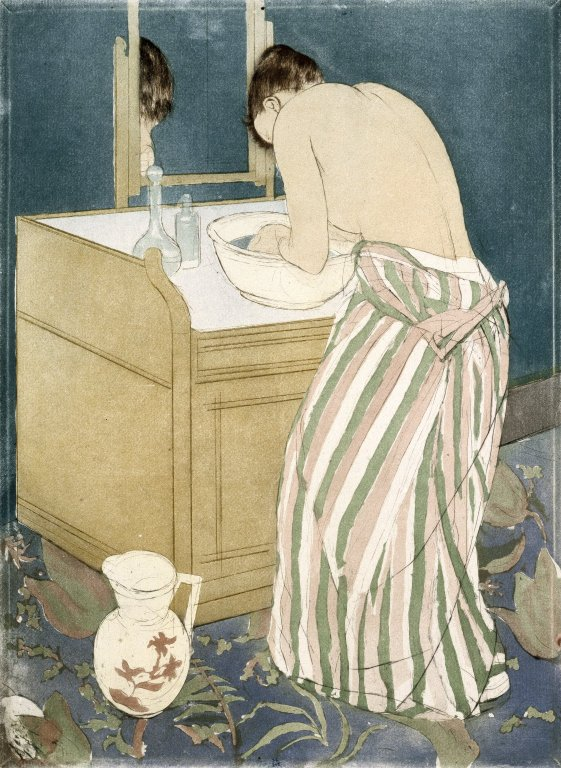
Femme à la toilette, aquatinte, 1891
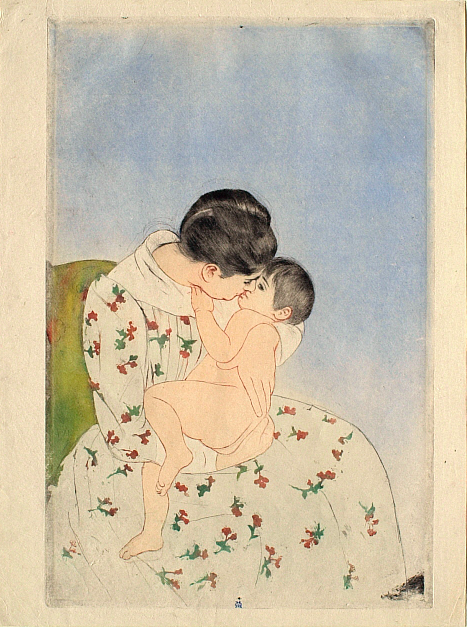
Après le bain, Clark Art Institute, aquatinte, 1891
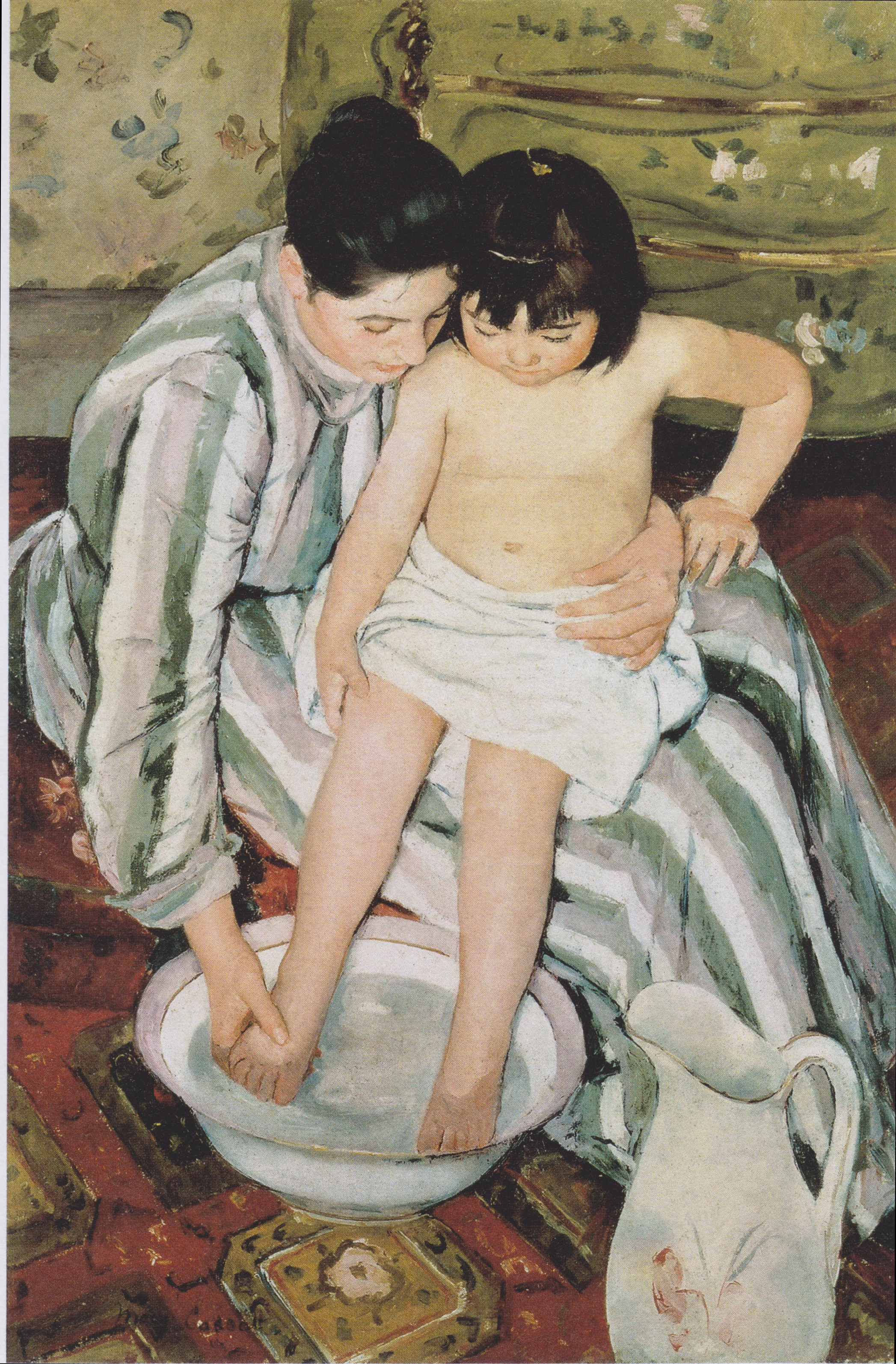
La Toilette de l'enfant, Art Institute of Chicago, huile sur toile, 1894
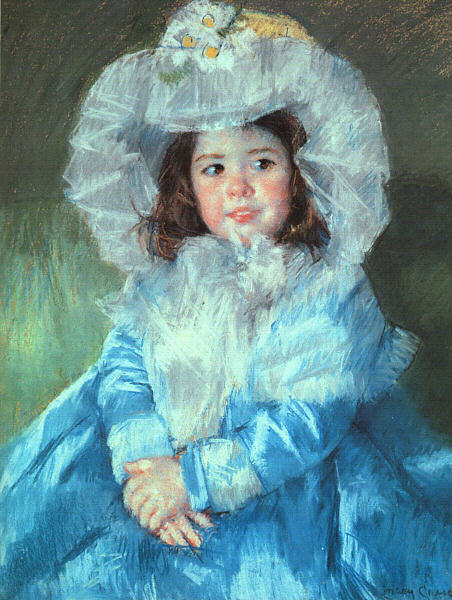
Margot en bleu, Baltimore, Walters Art Museum, pastel, 1902
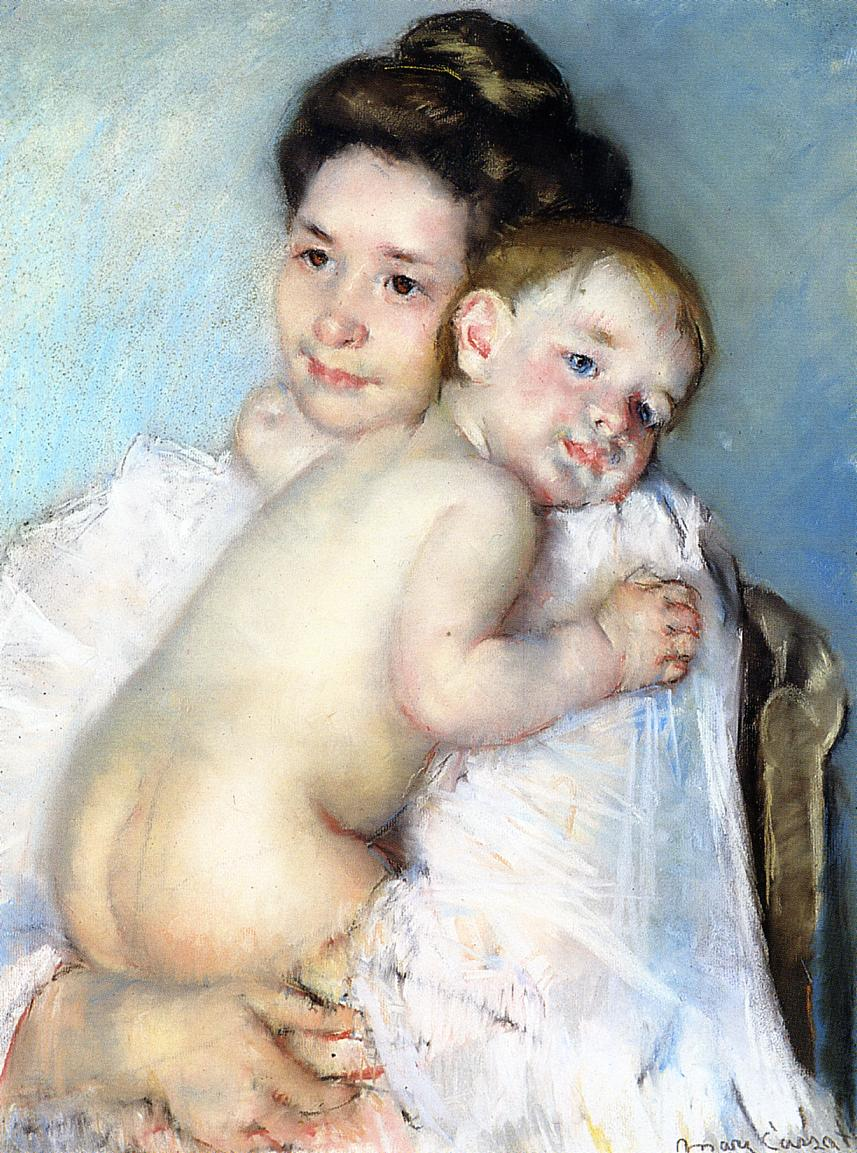
Mère et Enfant, collection privée, pastel, 57 × 45 cm, 1903
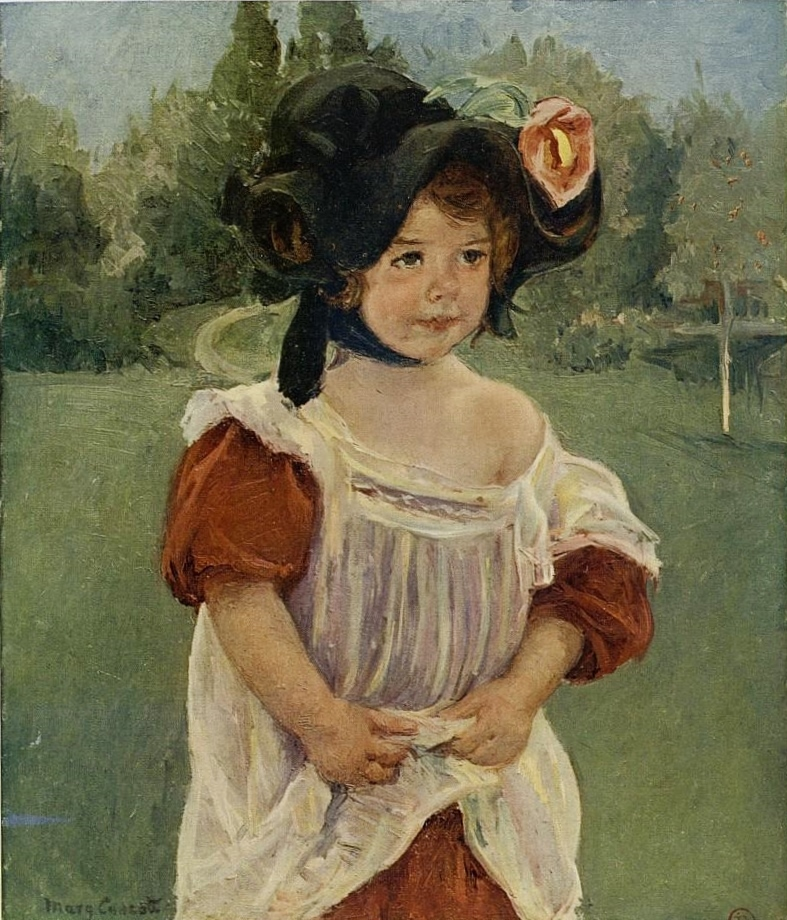
Printemps : Margot dans un jardin, 1907 Metropolitan Museum, New York

En 1893, elle est chargée par Bertha Palmer, avec trois autres artistes, de la décoration du pavillon de la Femme à l'exposition universelle de Chicago : elle réalise trois panneaux représentant des jeunes filles cueillant des fruits à l'arbre de la connaissance,. Cette fresque, arrangée par Sarah Tyson Hallowell est aujourd'hui perdue. Elle achète, en 1894 le château de Beaufresne au Mesnil-Théribus qui devient sa résidence d'été. De 1912 à 1924, elle partagera son temps entre Beaufresne et la Villa Angeletto à Grasse.
Son tableau Caresse lui vaut, en 1904, le prix Walter Lippincott, qu'elle refuse par esprit d'indépendance. La même année, elle est décorée de la Légion d'honneur,.
Son père meurt en 1891, sa mère en 1895 et son frère Gardner en 1911. Ces décès l'affectent profondément et Mary souffre d'une dépression. Le diabète et la cataracte lui abîment la vue, elle cesse de peindre en 1914, et devient définitivement aveugle en 1921. Morte le 14 juin 1926, elle est enterrée dans la tombe familiale de Mesnil-Théribus.
Amie d'Edgar Degas, elle est souvent rattachée à l'impressionnisme, qui aura une grande influence sur son œuvre. Ses peintures, ses gravures et ses dessins de maturité doivent cependant plutôt être comparés à ceux produits par la génération de peintres post-impressionnistes : Toulouse-Lautrec ou encore les Nabis, avec qui elle partage un net intérêt pour les peintres et graveurs de l'ukiyo-e, période du japonisme[réf. souhaitée].
Elle exerça également l'activité d'agent et de conseillère de grands amateurs de peinture. Ses tableaux, présents dans les grands musées américains et à Paris, continuent d'être régulièrement montrés dans des expositions.

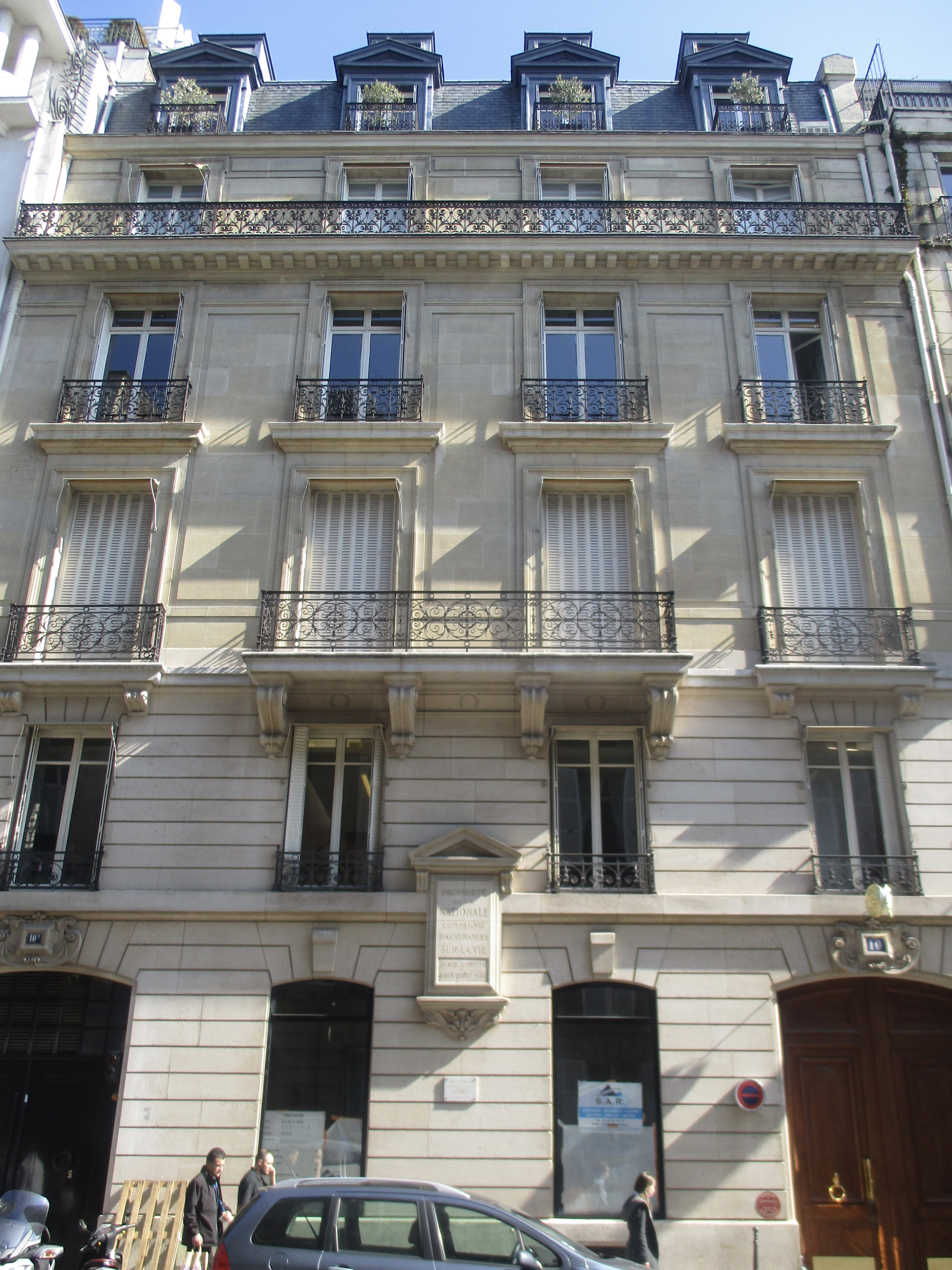
Immeuble de la rue de Marignan (8e arrondissement de Paris) où demeura Mary Cassatt de 1887 à sa mort.
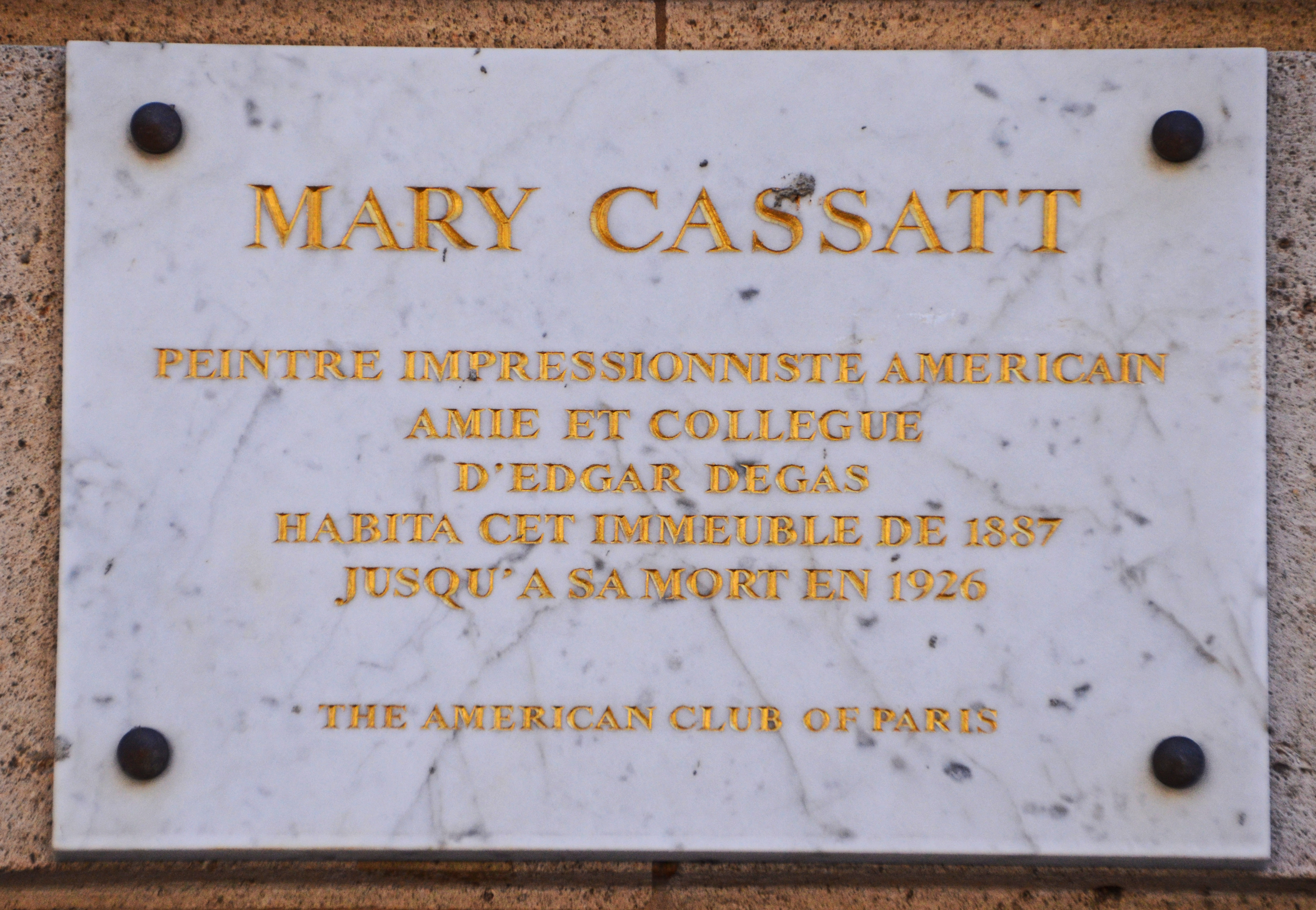
Plaque sur la façade du 10 rue de Marignan.
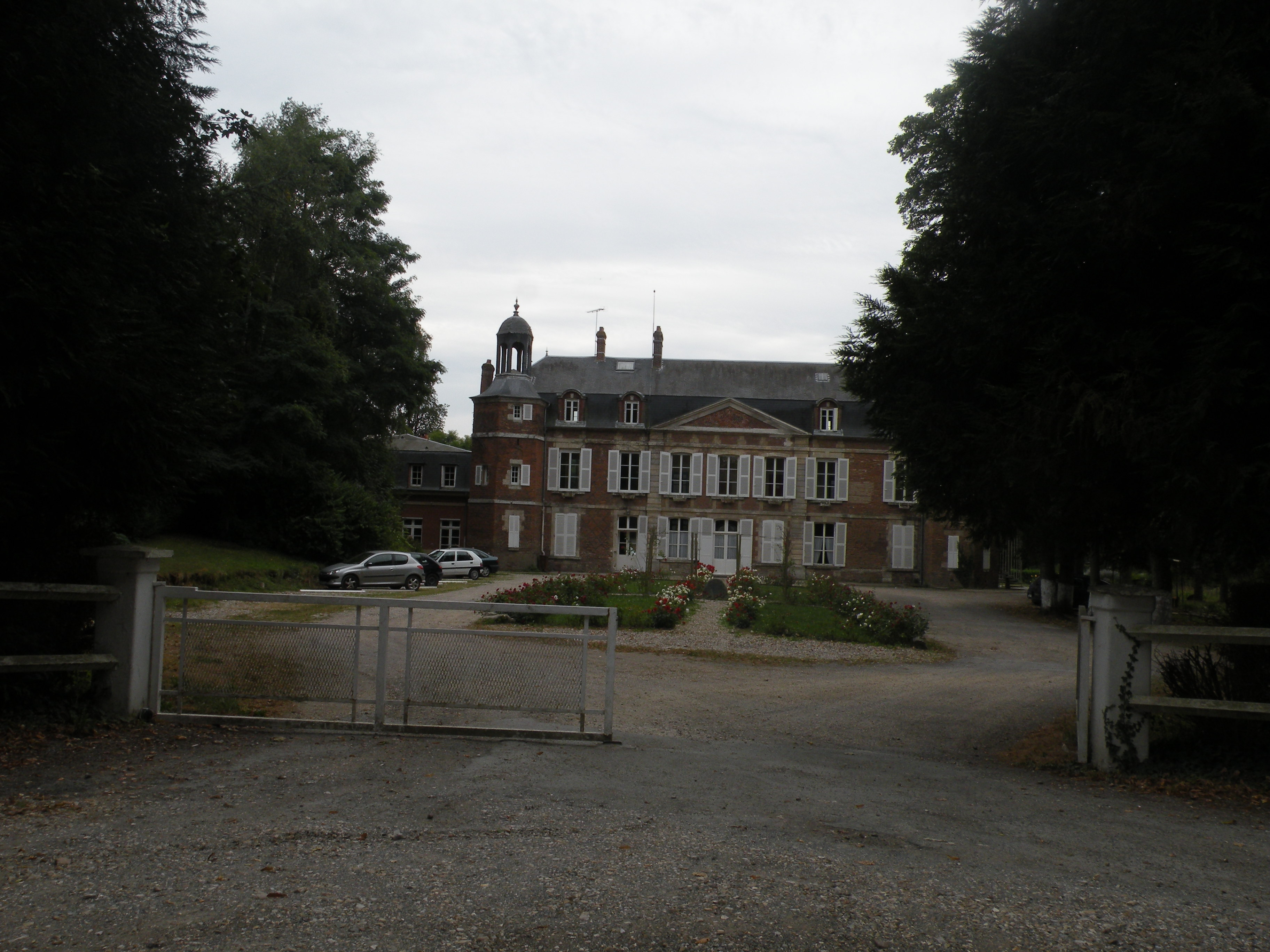
Le château de Beaufresne au Mesnil-Théribus dans l'Oise, résidence de campagne achetée par Mary Cassatt en 1894 et où elle meurt.
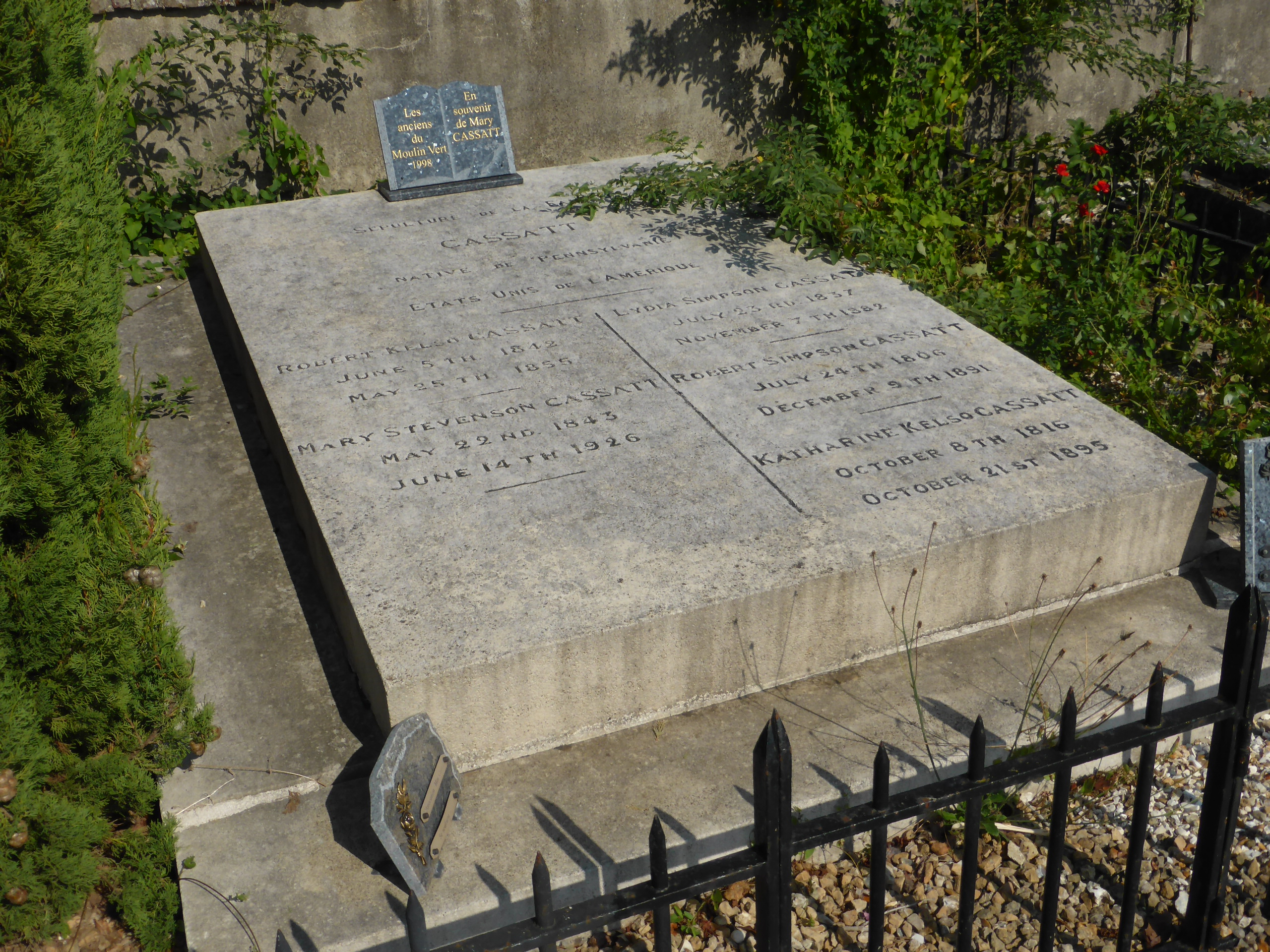
Tombe de Mary Cassatt et sa famille au cimetière Saint-Louis, Le Mesnil-Théribus.

## Féminisme
Le contraste existant entre, d'une part, l'origine sociale de Mary Cassatt et le choix de ses sujets et, d'autre part, sa carrière dans un milieu d'hommes, a suscité des débats et des positions différentes concernant son engagement féministe.
Mary Cassatt, élevée dans une famille de la haute bourgeoisie, accède au savoir qui devient peu à peu accessible aux femmes et fréquente les milieux artistiques parisiens mais n'abandonne pas son statut social. Si elle reçoit les artistes chez elle, elle ne fréquente pas les cafés ni le café-concert et les thèmes de ses tableaux concernent principalement sa sphère sociale : portraits de femmes et d'enfants de la bourgeoisie dans leurs activités quotidiennes. Cet apparent conformisme est mis en avant par certains critiques : Joris-Karl Huysmans l'encense affirmant que seule une femme peut peindre l'enfance grâce à son aptitude maternelle, le critique d'art John Walker (en) voit dans le choix de ses sujets les regrets d'une femme passée à côté d'une vie d'épouse et de mère et Edgar Robertson insinue que ce sujet rebattu finit par générer l'ennui. Des biographes comme Achille Segard ou Frederick Sweet saluent l'artiste mais voient en elle une charmante personne très victorienne.
A l'inverse, des groupes féministes, à commencer par son amie suffragette Louisine Havemeyer, puis plus tard des auteurs comme Griselda Pollock, Suzanne G. Lindsay ou Nancy Mowll Mathews (en) soulignent sa capacité à s'imposer dans un milieu d'hommes et à gagner son indépendance en vivant de son art. Elle fait partie des rares femmes-peintres impressionnistes, avec Berthe Morisot, Marie Bracquemond et Eva Gonzalès, à une époque où les préjugés attribuaient aux seuls hommes le génie créatif et la culture (laissant aux femmes la sensibilité dans l'interprétation). Degas lui-même, devant l’œuvre de Cassatt se permet ce commentaire révélateur « Je ne peux admettre qu'une femme dessine aussi bien». Concernant le choix des sujets, elles soulignent que les femmes étaient limitées dans ceux-ci, ne pouvant pas faire de portraits d'hommes hors de leur famille, ni de grandes fresques historiques, n'ayant aussi pas la même liberté de mouvements que les artistes-hommes. Elles devaient aussi se plier à la loi du marché. C'est sous cette peinture sous contrainte que se révèle le féminisme de Cassatt : femmes et enfants ne correspondent pas à des stéréotypes, sont peints avec naturel, non réifiés par le regard masculin. La femme y transmet le savoir et la culture, fait preuve d'autonomie et s'informe de l'actualité. La fresque du pavillon des femmes en est un exemple car Cassatt y détourne l'image stéréotypée du jardin d’Éden pour présenter des femmes cueillant sereinement les fruits de la connaissance.

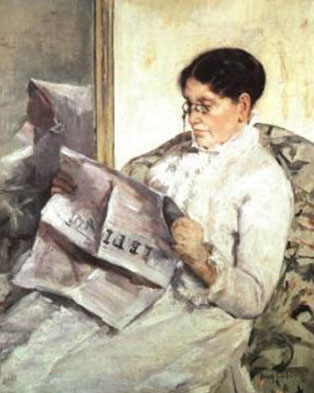
Lecture du Figaro (1878)[55].
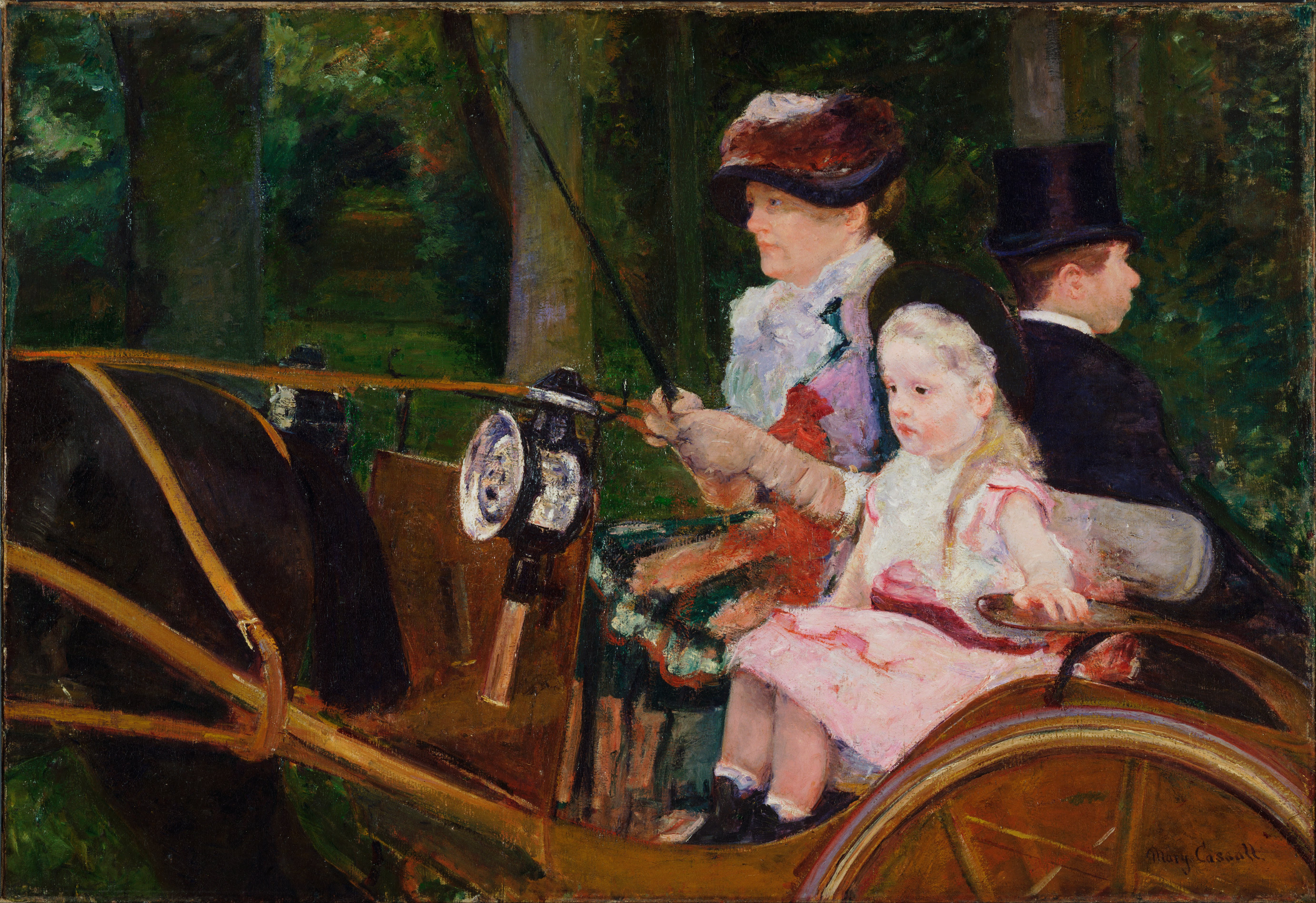
La Conduite (1881)[56].
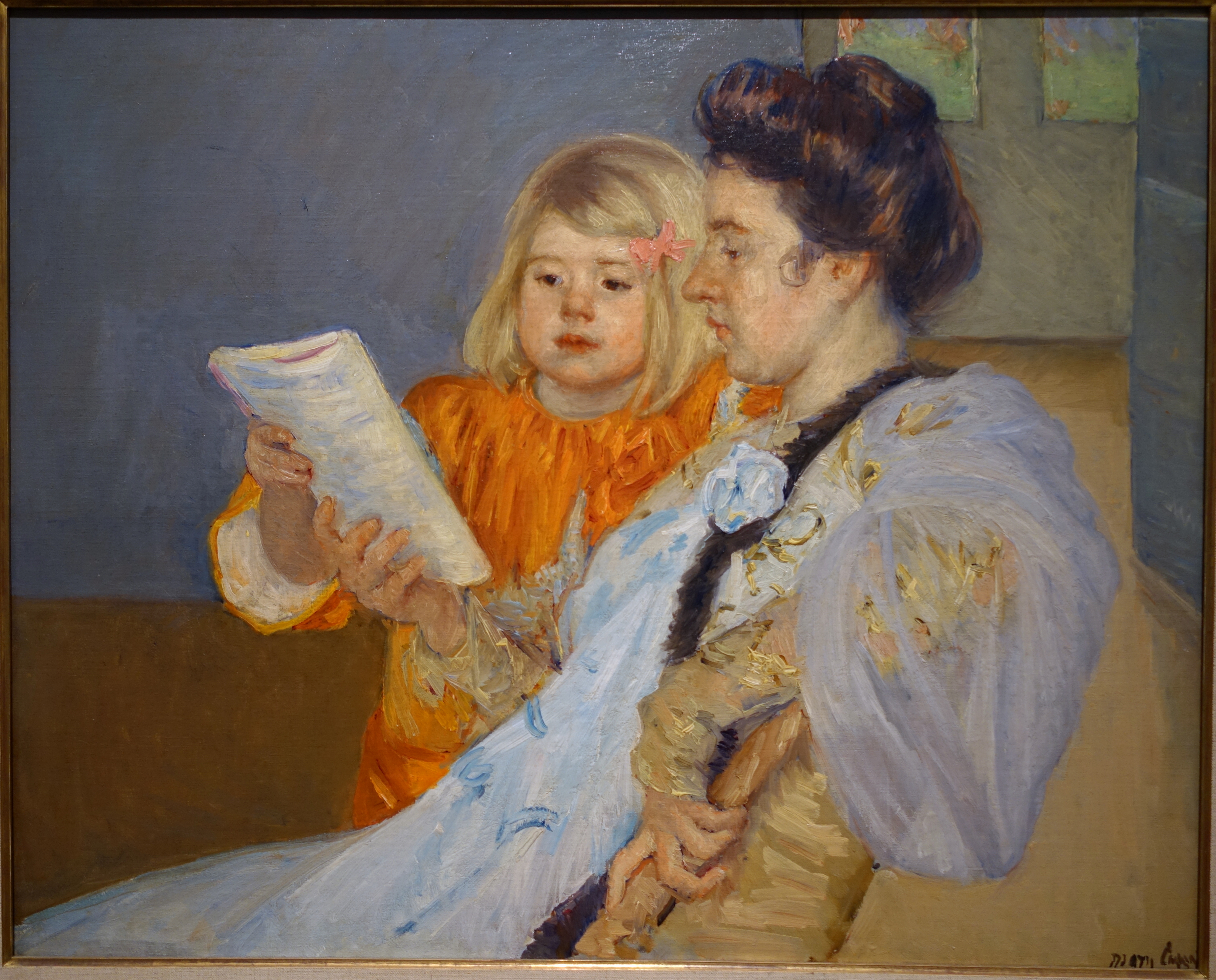
La Leçon de lecture (vers 1901).

Cassatt a revendiqué un féminisme essentialiste, cherchant l'égalité dans la différence et glorifiant le rôle de mère. Concernant la fresque du pavillon des femmes, elle s'est défendue de n'y représenter aucun homme en remarquant qu'ils étaient déjà représentés dans toute leur vigueur dans les autres pavillons et revendiquant, To us, the sweetness of chilhood, the charm of womanhood, if I have not conveyed some sens of that charm, in one word, if I have not been absolutely feminine, then I have failed (« Pour moi, la douceur de l'enfance, le charme de la féminité, si je n'ai pas transmis un peu de ce charme, en un mot, si je n'ai pas été absolument féminine, alors j'ai échoué »). Elle a également soutenu le mouvement des suffragettes de son amie Louisine Havemeyer par des ventes de tableaux en 1915.

## Distinctions
- Chevalière de la Légion d'honneur (1910)

## Expositions

### France

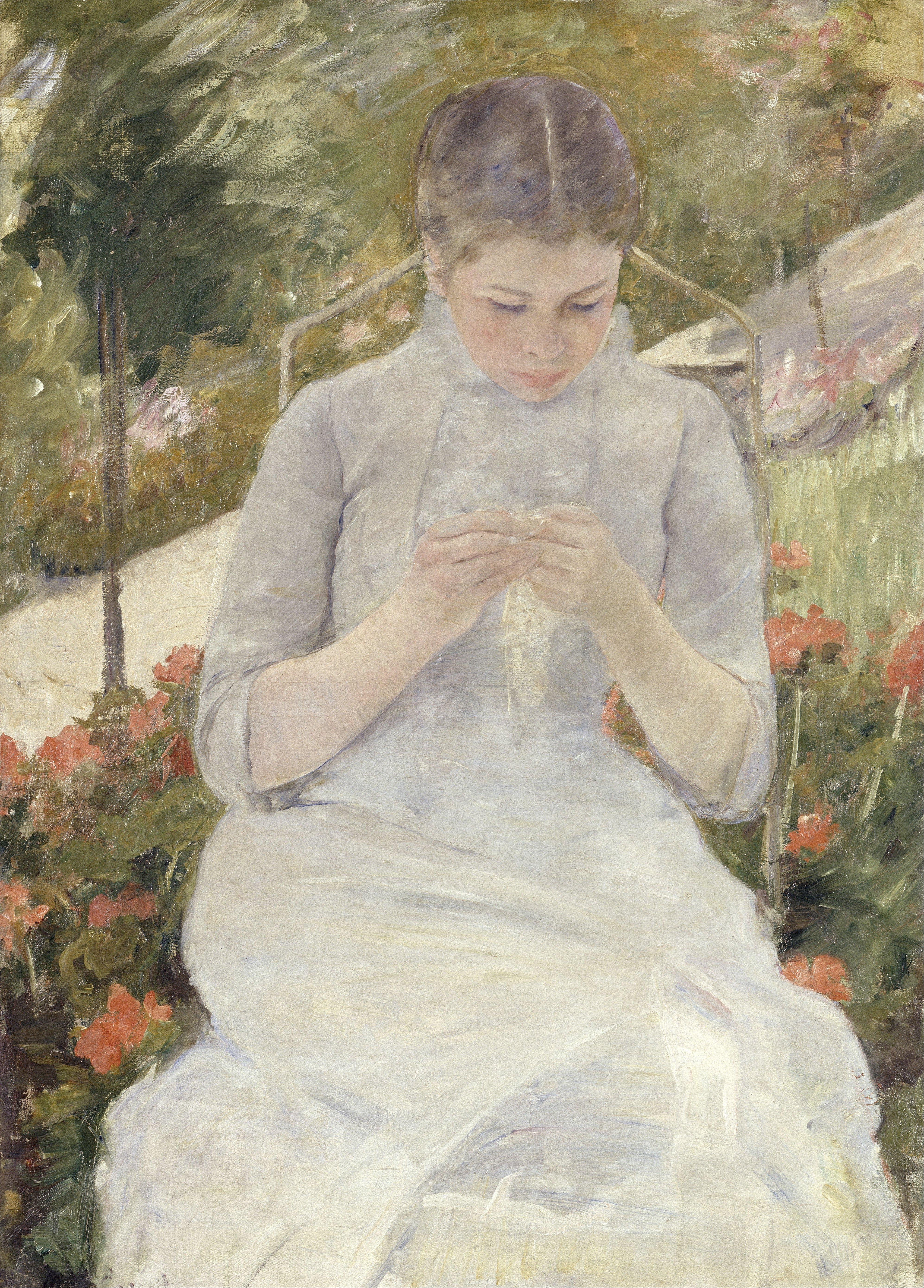
Jeune Fille au jardin, 1880-1882 – Musée d'Orsay, Paris.

#### Expositions impressionnistes
- quatrième exposition, avril-mai 1879.
- cinquième exposition, avril 1880.
- sixième exposition, avril 1881.
- huitième exposition, mai-juin 1886.

#### Expositions collectives
- Exposition des Femmes Artistes Modernes, Galerie Bernheim-Jeune, mai 1935[58].
- Exposition « L'impressionnisme et les Américains », musée des Impressionnismes Giverny, mars 2014[59].

#### Expositions particulières
- Galeries Durand-Ruel, avril 1891.
- Galeries Durand-Ruel, novembre-décembre 1893.
- Galerie Ambroise Vollard, 1907.
- Galerie Durand-Ruel, novembre 1908.
- « Mary Cassatt, une Impressionniste américaine à Paris », musée Jacquemart-André, Paris, mars à juillet 2018.

### États-Unis
- New York, Galeries Durand-Ruel, avril 1895.
- New York, Galeries Durand-Ruel, novembre 1903.
- Pittsburgh, Centenaire de l'Académie de Pennsylvanie, 1905.

### Angleterre
- Manchester, Galeries Durand-Ruel, décembre 1907-janvier 1908.

## Œuvre

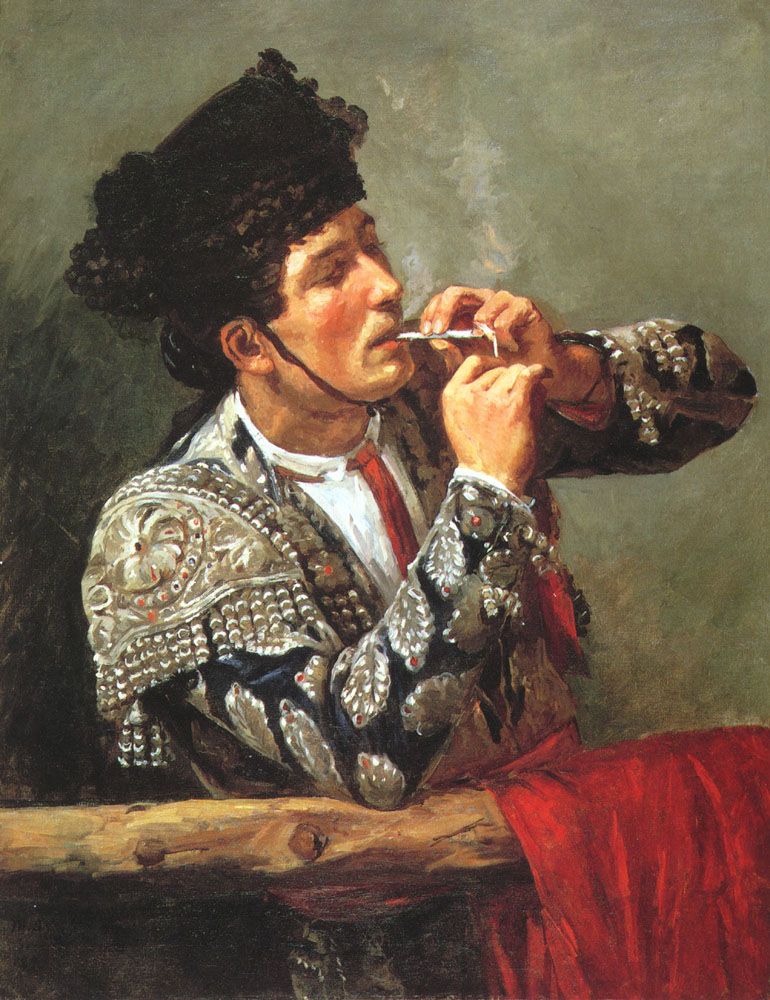
Le Toréador, Art Institute of Chicago, 1873.
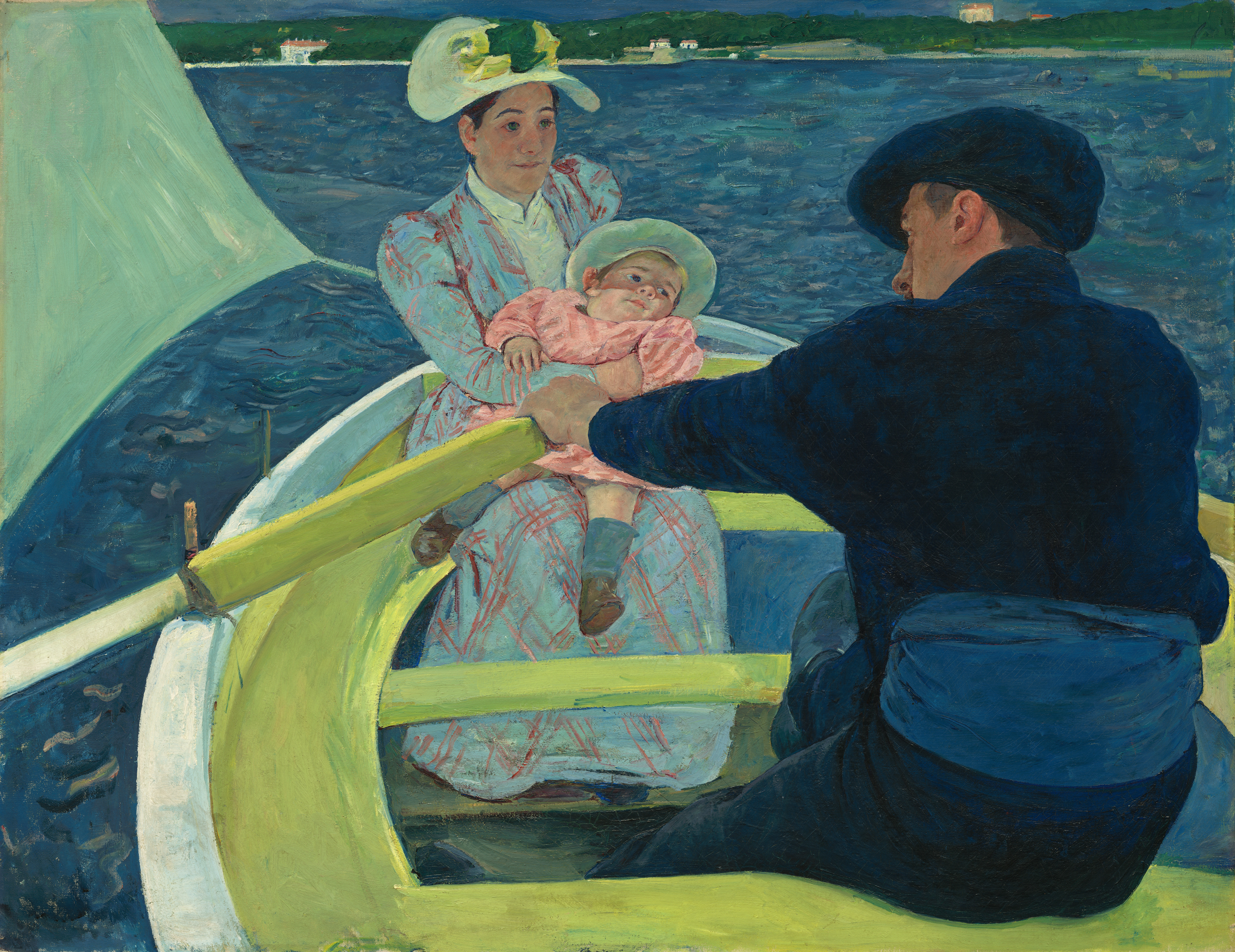
Promenade en barque, Washington, National Gallery of Art, 1893-1894.

- La Lampe, Dessin, 1891, Art Institute of Chicago

Fresques de l'Exposition universelle de Chicago, œuvres perdues
- Jeunes femmes cueillant les fruits de la connaissance
- Jeunes filles poursuivant la célébrité
- Arts, musique, danse

Non documentés
- Sous le marronnier, vers 1898, Washington, bibliothèque du Congrès
- Le Berceau
- Jeune mère, conservé au Luxembourg[60].

## Hommages
- 1973 : cérémonie d'admission au National Women's Hall of Fame[61].
- Depuis 1997, une corona de la planète Vénus est nommée Cassatt Corona en son honneur[62].
- L'astéroïde (6936) Cassatt porte également son nom[63].
- Un jardin public a été nommé en son hommage à Paris : le jardin Mary-Cassatt, dans le 12e arrondissement de Paris[64].